# 勝山 (真庭市)
勝山（かつやま）は、岡山県真庭市（旧勝山町）にある大字である。同市の市役所が同市新設時からしばらく所在し、また、旧勝山町役場の所在地でもあった。かつての真島郡勝山村に相当する。旧称は高田村（たかだそん）。
近世においては、 勝山藩の藩庁・勝山城の城下町として、また交通の要衝として栄え、現在も中心部には当時の雰囲気を残す町並が残り、岡山県指定町並保存地区となっている。
郵便番号は717-0013（美作勝山郵便局管区）。人口は1754人（男性823人、女性931人）。世帯数は688世帯（2014年5月現在）。

## 概要
旧勝山町の中心的な町並を形成したところで、旭川の左岸に城山があり、その麓に城下町の町並をのこし、商店街をつくり、役所、警察署、郵便局、高等学校などが集まっている。
北から南流してきた旭川が、城山の北から大きく西に迂回し流れを変え城山南西部で、西から東流する新庄川と合流し、そのまま東流していく地形をしており、その迂回した旭川の内側に当地がある。渡し船の地、および河川の水運を利用した高瀬舟の基地として古くから交通の要衝となっていた。
高田神社、速日神社、金刀比羅神社、八幡宮、真宗大雲寺、曹洞宗化生寺、日蓮宗妙円寺、菅洞宗松雲寺（羽別）、臨済宗明徳寺など神社仏寺が多く、また勝山城跡、化生寺の殺生石、僧寂室生誕地などの史跡・伝説地があり、加夫良坂の加夫良和利山は元慶元年（877年）、勅命により銅を採掘した遺跡と伝えられる。また、勝山藩からは幕末シーボルトに学んだ石井宗謙とその子石井謙道の名医父子を出し、政治家・鳩山和夫（鳩山一郎の父、鳩山由紀夫・邦夫の曾祖父）も同藩の出身である。

## 沿革

### 歴史
古代においては、美作国真島郡高田郷の一部とされ、平安時代までに荘園化して高田庄とよばれた。南北朝の頃に赤松氏に属する三浦下野守貞宗が当地の山上に高田城を築き、美作西部に勢力を張った。天正4年(1576年)、三浦貞広の時代に三浦氏が滅亡し、毛利氏の勢力圏に移る。同10年(1582年)、宇喜多秀家の所領になる。
江戸時代になり、慶長5年(1600年)、宇喜多氏に代わり岡山藩主小早川秀秋の領地に替わったが、2年で除封となった。ついで慶長8年(1603年)に森忠政が美作一国を領して津山藩を興したので、当地は森氏の支配に入った。元禄10年(1697年)、森氏が絶家すると一時徳川幕府領となり、のちに明和元年（1764年）6月、三浦志摩守明次が2.3万石を領して高田（現 勝山）に封ぜられた。明次は城を修築して勝山城と改称、勝山藩を立藩し、城下町を整え美作西部の要衝として発展を図った。そのまま勝山藩領として、明治維新におよんだ。三浦氏は、この地が旭川とその支流新庄川の合流点に在り、本流に沿って北上する伯耆街道（大仙街道）と、新庄川に沿って西行する出雲街道とを掌握した勝山城下に駅伝所を設けて交通の便をはかり、 また旭川を改修して高瀬舟の漕行を便利にするなど、地方の産業文化の開発に貢献した施策を残している。
明治2年（1869年）、勝山藩が郡名をとり真島藩と改称。明治4年（1871年）、廃藩置県により真島県となるが、その後は北条県を経て明治9年（1876年）に岡山県に編入となる。明治22年(1889年)6月1日、町村制の施行により高田村は村制を施行し、城および旧藩の名をとって勝山村とした。同29年(1896年)2月26日、町制を実施して勝山町に改称。現在、大字勝山とよぶのはこの時点の地域（旧高田村域）である。明治45年(1912年)5月1日、真島郡勝山・川西・一宮・月田の1町3村を合併して勝山町を新設、昭和24年(1949年)4月1日、もとの月田村の区域を分離して同郡月田村が設けられた。ついで昭和30年(1955年)4月1日、勝山町と同郡月田村・富原村が合併して新たに勝山町を新設した。
かつては米・麦・みつまた・本炭・紙・酒・木工品・石灰・織物・醤油・高田硯を主要産物としたが、現在は衰退するも酒や醤油の醸造場、木工製作所などが存在し、規模は縮小するも今も生産されているものもある。
平成17年(2005年)3月31日、真庭郡勝山町・久世町・落合町・湯原町・美甘村・川上村・八束村・中和村および備中国側となる上房郡北房町の5町4村が対等合併し、真庭市を新設。

### 地名の由来
旧称の高田は古代高田郷に由来するが、郷名の由来は正確には分からない。標高の高い場所を意味するともいわれる。
その後、江戸時代に三浦氏が大名として当地を治めることになったとき、居城となる高田城を勝山城と改称、藩を勝山藩と命名。これは縁起をかついで好字を使用し命名されたものといわれる。その後、明治初期に勝山藩は真島藩に改称し、廃藩置県となるが、明治22年の町村制施行時に、高田村が旧藩名称・城名に由来し勝山村に改称した。
その後の合併で、この勝山村が大字の勝山となり、自治体は変わりながらも現在に至っている。

### 年表
| 年月日          | 出来事 | 備考 |
| --------------- | --- | ---- |
| 慶長5年         | 岡山藩領となる。 |      |
| 慶長8年         | 津山藩領となる。 |      |
| 元禄10年        | 徳川幕府直轄領となる。 |      |
| 明和元年        | 三浦氏が勝山城を拠点に勝山藩を立藩し、同藩領となる。 |      |
| 明治2年         | 勝山藩が真島藩に改称。 |      |
| 明治4年         | 廃藩置県により、真島藩が真島県となる。 |      |
| 明治9年         | 県の統合により、岡山県の管轄下となる。 |      |
| 明治22年6月1日  | 町村制施行により、真島郡高田村を改称して勝山村を設置。 |      |
| 明治29年2月26日 | 町制を施行し勝山町へ改称。 |      |
| 明治33年4月1日  | 真島・大庭2郡が統合されて真庭郡となる。 |      |
| 明治45年5月1日  | 真島郡勝山町・川西村・一宮村・月田村が合併して勝山町を新設。勝山に役場を設ける。                                                                                       |      |
| 昭和24年4月1日  | 旧月田村の区域を同郡月田村として分離。 |      |
| 昭和30年4月1日  | 勝山町と同郡月田村・富原村が合併して新たに勝山町を新設。勝山に役場を設ける。                                                                                           |      |
| 平成17年3月31日 | 真庭郡勝山町・久世町・落合町・湯原町・美甘村・川上村・八束村・中和村および備中国側となる上房郡北房町の5町4村が対等合併し、真庭市を新設。旧勝山町役場を新市役所とする。 |      |
| 平成23年4月1日  | 久世支局敷地に市役所新庁舎が完成し、勝山から同所に市役所本庁舎が移転。旧市役所は同勝山支局となる。                                                                     |      |

## 地勢
かつて高田城があった城山がある。城山公園として整備されている。
勝山には北から流れてくる旭川が、支流の新庄川と合流する地点がある。

## 主要施設

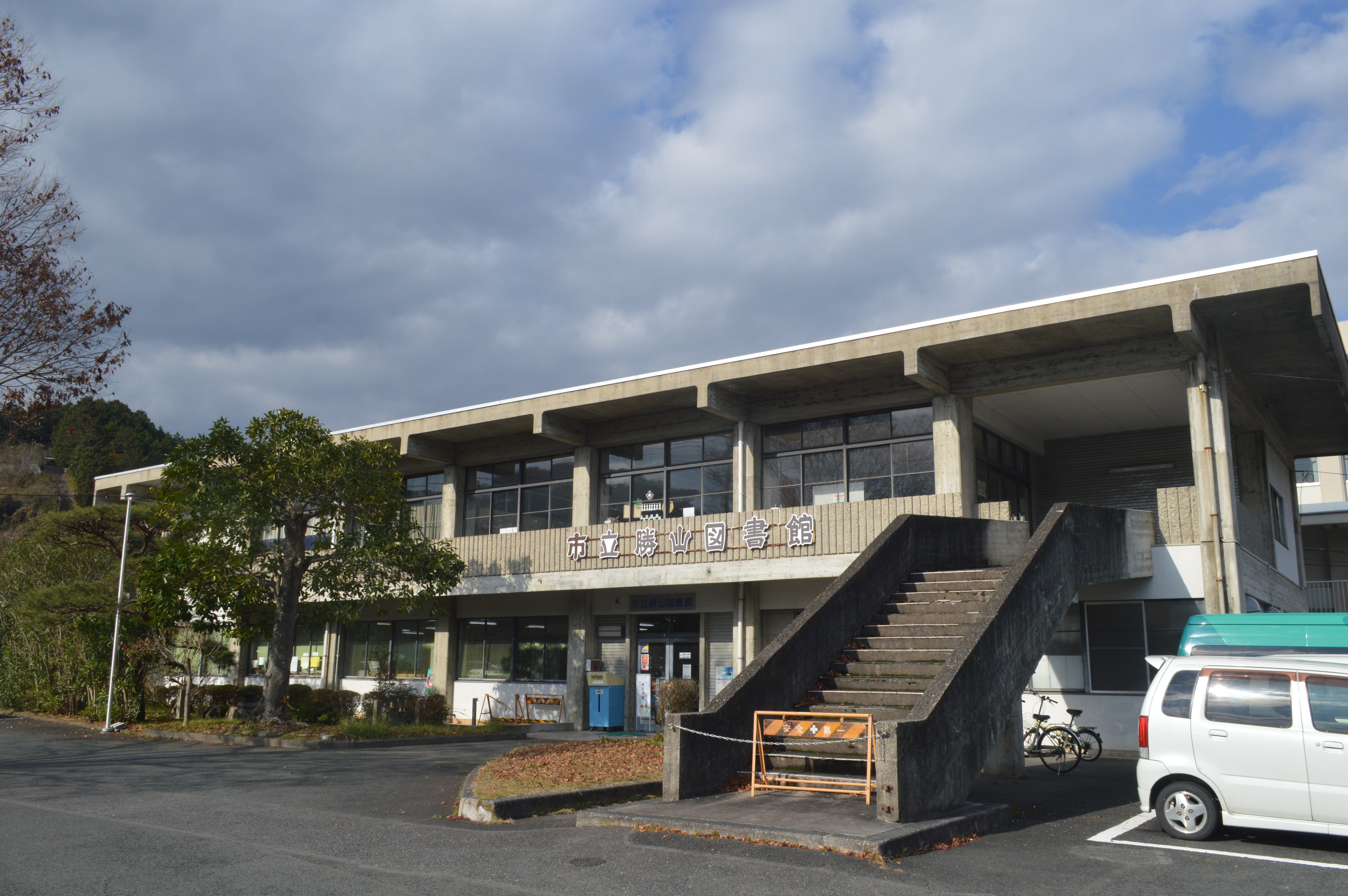
真庭市立勝山図書館

### 公的施設
- 真庭市役所勝山支局
- 真庭市保健福祉センター
- 勝山郷土資料館
- 岡山県美作県民局真庭地域事務所
  - 同原方分室
- 岡山森林管理署勝山森林事務所
- 岡山県建設業協会真庭支部
- 真庭警察署勝山駅前交番
- 勝山文化センター
- 真庭市立勝山図書館
- 真庭市勝山健康増進施設水夢
- 真庭森林組合
- 勝山運動公園
- 原方運動公園
- 勝山スポーツセンター
- 城内コミュニティハウス
- 城内浄水場
- 勝山区検察庁
- 勝山簡易裁判所

### 教育施設
- 岡山県立勝山高等学校
- 大阪大学人間科学部比較行動学勝山第二実験所

### 医療・福祉施設
- 真庭市立勝山保育園
- 真庭市医師会館
- 岡山県真庭家畜保健衛生所

### 郵便局・金融機関
- 美作勝山郵便局
- 中国銀行
- 津山信用金庫

### 一般企業・商店
- NTT西日本勝山電話交換所
- 晴れの国岡山農業協同組合
  - みそ加工場
  - JA穀物協同乾燥施設
- 旭川中央漁業協同組合休養施設
- 安来節保存会勝山支所
- にぎわい市場
- 北販協
- 真庭運送
- 山陽新聞社
- コメリ
- 銘建工業
- 真庭衛生管理
- 真庭バイオマスラボ
- 勝山文化往来館ひしお
- 共同作業所勝山いこいの家
- 辻本店・酒蔵レストラン西蔵
- ひのき草木染織工房
- KEN工房
- 勝山商店街
- 神庭の滝

## 寺社等

### 神社仏閣・その他宗教施設
- 高野山大師教会美作勝山支部
- 勝山大師堂
- 立正佼正会勝山教会
- 荒神社
- キリスト兄弟団勝山教会
- 速日神社
- 高田神社
- 金刀比羅神社
- 八幡宮
- 玉雲宮
- 玉雲大権現
- 化生寺
- 妙円寺
- 安養寺
- 明徳寺
- 大雲寺
- 菅洞宗松雲寺

### 史跡
- 勝山城跡
- 勝山町並み保存地区（旧勝山城下）
  - 武家屋敷渡辺邸
- 化生寺の殺生石
- 寂室生誕地

## 交通

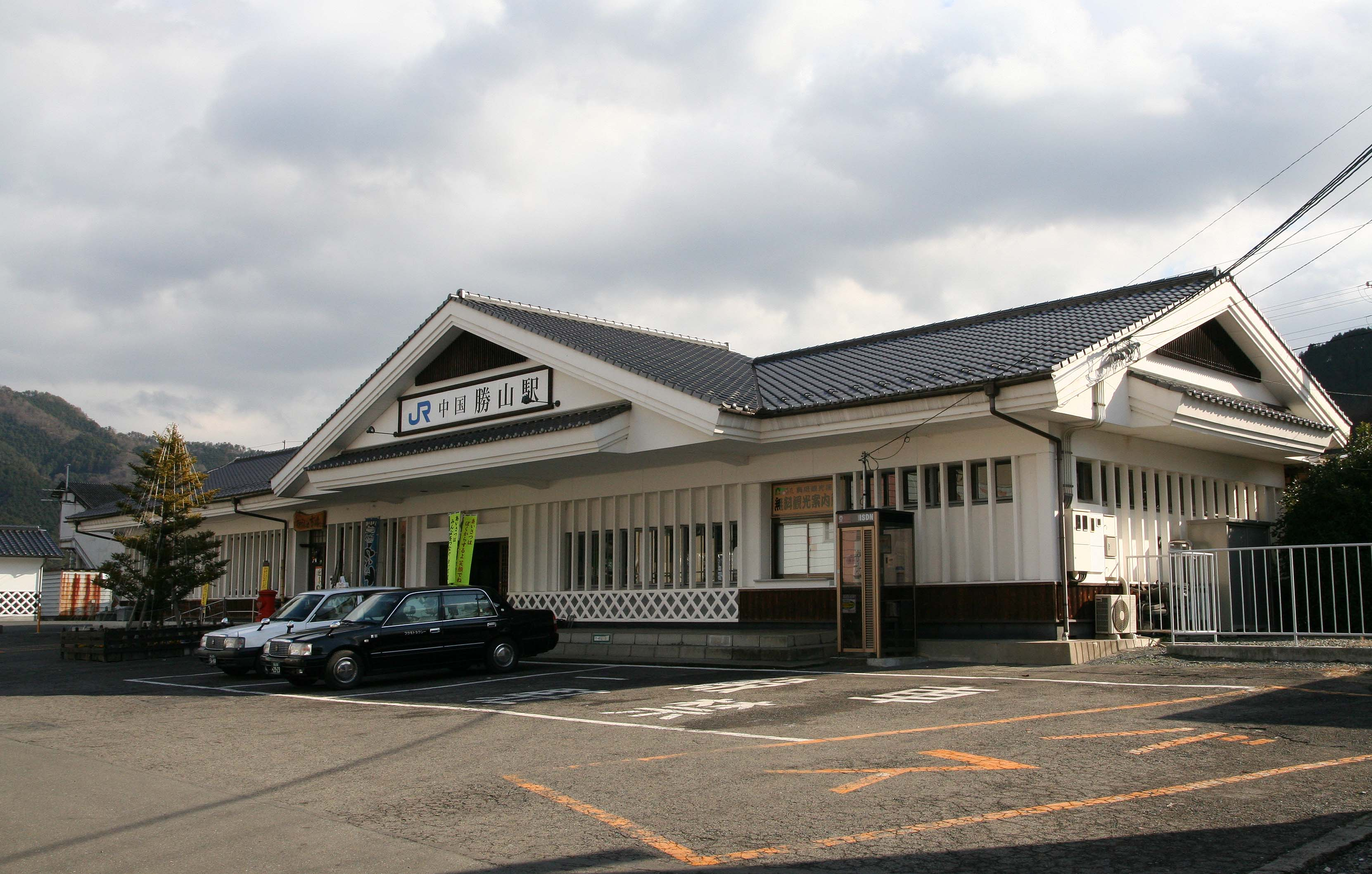
中国勝山駅

### 鉄道
JR姫新線の中国勝山駅がある。市役所最寄である久世駅よりも利用者数が多く、中国勝山駅が姫新線の運行拠点であることもあって真庭市の代表駅として機能している。

### 道路
勝山は出雲街道と美作街道が交わる交通の要衝である。現在の国道181号（出雲街道）・国道313号（美作街道）交差点は旭川の対岸である三田地内にあり、旭川の右岸（三田地内）を国道313号が北上していき市内湯原・倉敷市方面へ連絡する。東西に抜ける国道181号は西が日野町・米子市方面、東が岡山市・福山市・津山市方面へ向かっている。東方面は国道181号・国道313号の重用区間となっている。
そのほか、国道181号と中国勝山駅を結ぶ短距離県道として岡山県道202号中国勝山停車場線が指定されている。

### 路線バス
中国勝山駅を運行拠点として真庭市コミュニティバス（広域・勝山地域路線）の各路線が乗り入れる。また、市外との連絡を担う長距離路線としては高速バス岡山 - 勝山線（中鉄北部バス）が中国勝山駅に発着し、岡山市（JR岡山駅・天満屋バスステーション）方面とを結ぶ系統が運行されている。この系統は落合インター停留所で大阪市・東京方面への高速バス路線への乗り換えも可能である。

## 観光
岡山県内で初めて街並み保存地区に指定され、約500mに渡って古い街並みが残されている。商家のほか、「武家屋敷館」や「勝山郷土資料館」があり、城下町だった江戸時代の雰囲気を味わうことができる。3月には勝山のお雛まつりが、商家だけでなく一般家庭も含む約160軒で、雛人形が公開され、秋にはだんじり祭りが開催される。
保存地区に並ぶ家々には思い思いののれんが掛けられ、「のれんの街」としても知られる。きっかけは、1990年代に、地元の染色家が実家の酒屋ののれんを手作りしたところ評判となり、自分の家にも作ってほしいという要望を受け、限られた人たちのために作るようになった。1996年には、住民の有志で「かつやま町並み保存事業を応援する会」が発足。のれんの制作費の半分を行政が負担することが決まり、初年度は16軒ののれんを制作した。2025年現在は、約800メートルの町並みに約100枚ののれんがかかっている。